# Álvaro Arzú Irigoyen

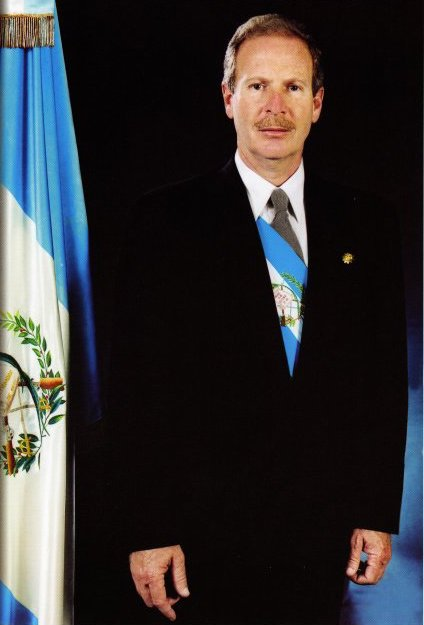
Offizielles Porträt

Álvaro Enrique Arzú Irigoyen (* 14. März 1946 in Guatemala-Stadt; † 27. April 2018 ebenda) war ein guatemaltekischer Politiker. Er war von 1996 bis 2000 Staatspräsident von Guatemala und von 1986 bis 1990 und erneut von 2004 bis zu seinem Tod Bürgermeister von Guatemala-Stadt.

## Leben
Alvaro Arzú entstammte einer begüterten und einflussreichen guatemaltekischen Unternehmerfamilie baskischen Ursprungs. Er studierte Rechts- und Sozialwissenschaften an der von Jesuiten geleiteten Universität Rafael Landívar in Guatemala-Stadt. Ob er das Studium abgeschlossen hat, ist allerdings strittig. Er war in zweiter Ehe verheiratet und hatte insgesamt fünf Kinder und sechs Enkel. Nachdem er sich zunächst als Unternehmer in den Bereichen Tourismus, Handel und Industrie betätigt hatte, war er von 1978 bis 1981 Direktor des staatlichen Tourismusinstituts INGUAT (Instituto Guatemalteco de Turismo).

## Politische Karriere

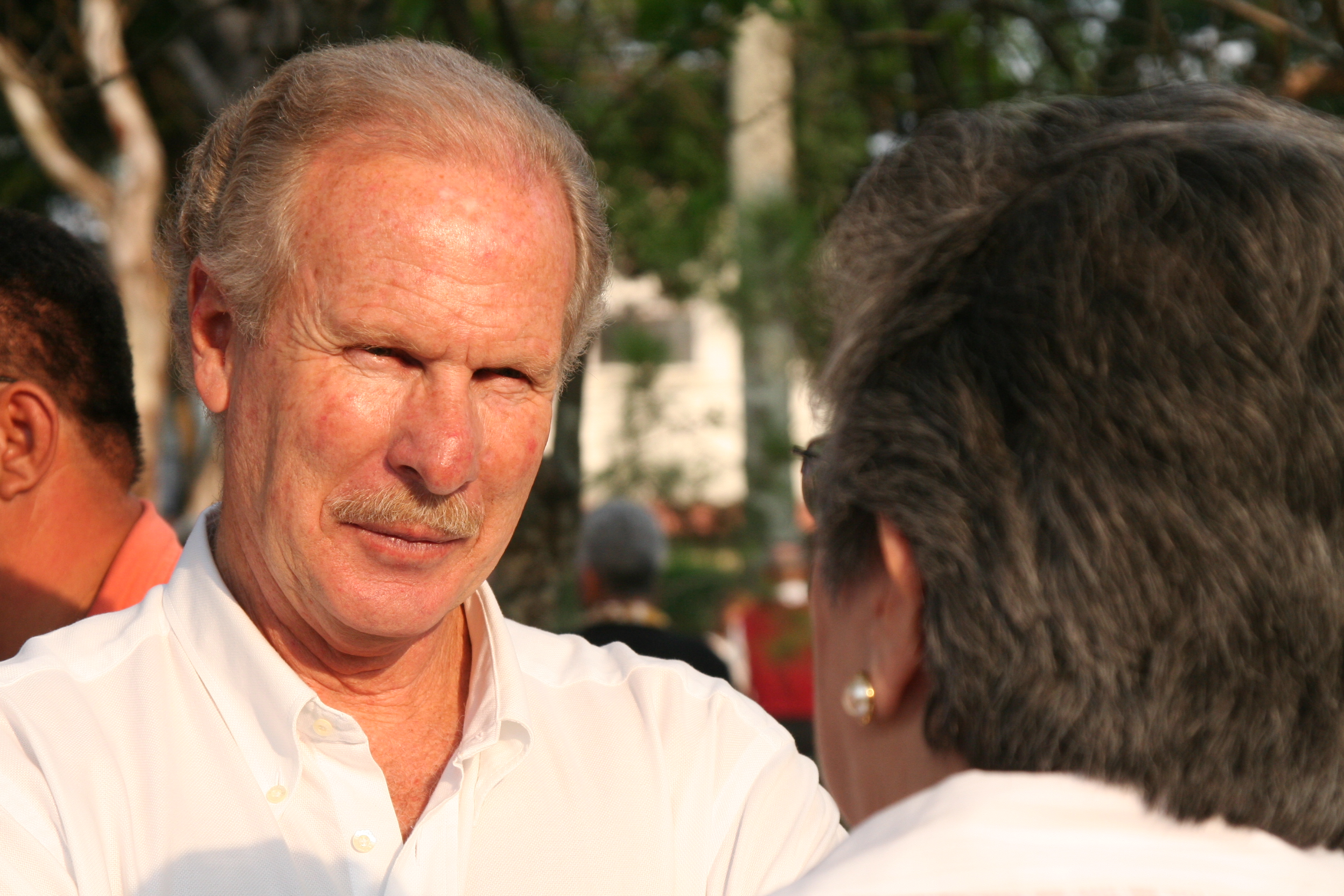
Álvaro Arzú Irigoyen (2006)

1981 gewann Arzú als Kandidat der Christdemokratischen Partei (Democracia Cristiana Guatemalteca, DCG) und der Nationalen Erneuerungspartei (Partido Nacional Renovador, PNR) die Wahl zum Bürgermeister von Guatemala-Stadt. Bevor er jedoch das Amt antreten konnte, wurden die Wahlen im Zuge eines Militärputsches durch General Efraín Ríos Montt im März 1982 annulliert. Die Militärregierung bot ihm daraufhin einen Posten in der Kommunalverwaltung an, den er jedoch ablehnte. Im Zuge der Demokratisierung Guatemalas gründete Arzú 1985 zusammen mit anderen Unternehmern das Bürgerkomitee „Plan für Nationalen Fortschritt“ (Plan de Avanzada Nacional), aus dem vier Jahre später die Partei für Nationalen Fortschritt (Partido de Avanzada Nacional, PAN) hervorging. Im November 1985 gewann er erneut die Wahlen zum Bürgermeister und konnte diesmal das Amt für die Wahlperiode 1986–91 auch übernehmen. Er errang sich in dieser Funktion ein hohes Maß an Anerkennung. 1990 trat er als Bürgermeister zurück, um als Präsidentschaftskandidat der PAN an den Wahlen im November des Jahres teilnehmen zu können. Sein Nachfolger im Amt des Bürgermeisters wurde Óscar Berger Perdomo, der durch die anschließenden Wahlen auch im Amt bestätigt wurde. Da Arzú bei den Präsidentschaftswahlen hingegen nur den vierten Platz errang, unterstützten er und die PAN im zweiten Wahlgang den späteren Sieger Jorge Serrano Elías, der Arzú daraufhin als Außenminister in sein Kabinett berief. Als die Regierung Serrano 1992 Belize anerkannte, ohne über diese Frage – wie es die PAN forderte – ein Referendum abzuhalten, trat Arzú aus Protest als Außenminister zurück. Da die PAN kurz darauf auch auf parlamentarischer Ebene ihr Bündnis mit der Regierungspartei MAS (Movimiento de Acción Social) aufkündigte und in die Opposition ging, wurden das Ansehen Arzús und seiner Partei auch nicht durch den Eigenputsch Serranos im Jahre 1993 beschädigt. Von 1992 bis 1995 war Arzú Generalsekretär der PAN.

## Präsidentschaft
Nachdem er die Präsidentschaftswahlen im November 1995 im zweiten Wahlgang gegen den Kandidaten der Republikanischen Front Guatemalas (Frente Republicano Guatemalteco, FRG), Alfonso Portillo, für sich entschieden hatte, war Arzú von 1996 bis 2000 Staatspräsident von Guatemala.
Als Präsident setzte er sich für einen zügigen Abschluss der sich bereits seit sechs Jahren hinziehenden Friedensverhandlungen mit der Guerillaorganisation URNG (Unidad Revolucionaria Nacional Guatemalteca) ein. Dank einer geheimen Reise nach Mexiko, wo er erstmals direkte Verhandlungen mit der Führung der URNG aufnahm, gelang ihm der Durchbruch, der schließlich im Dezember 1996 zur Unterzeichnung des endgültigen Friedensabkommens und damit zur formellen Beendigung des sechsunddreißigjährigen Bürgerkriegs in Guatemala führte. Alle im Friedensvertrag vereinbarten Verfassungsänderungen wurden noch unter seiner Präsidentschaft umgesetzt und im Oktober 1998 vom Parlament verabschiedet. Das Referendum darüber hingegen endete im März 1999 gegen die Regierung, da – bei einer Wahlbeteiligung von nur 18,6 % – 50,6 % mit „Nein“ und nur 40,4 % mit „Ja“ stimmten (10 % der Stimmen waren ungültig). Trotzdem versank die Guerilla rasch in der Bedeutungslosigkeit.
Eine problematische Folge des Friedensvertrages, welche die Regierung Arzú nur mit Mühe in den Griff bekam, war der sprunghafte Anstieg der allgemeinen Kriminalität. Insbesondere kam es zu einer Welle von Entführungen.
Weitere große Herausforderungen während seiner Präsidentschaft waren die Folgen des Hurrikans Mitch und die politische Krise, die durch die Ermordung des katholischen Bischofs Juan Gerardi zwei Tage nach Vorstellung des Berichts Guatemala: Nunca más ausgelöst wurde. In diesem Bericht war die von Gerardi geleitete Kommission zur „Wiedererlangung der historischen Erinnerung“ (Recuperación de la Memoria Histórica, REMHI) des Menschenrechtsbüros des Erzbistums (Oficina de Derechos Humanos del Arzobispado, ODHA) zu dem Ergebnis gelangt, dass die meisten Verbrechen während des guatemaltekischen Bürgerkriegs von der Armee und Regierungsmitarbeitern verübt wurden.
In der Wirtschaftspolitik stand Alvaro Arzú für eine neoliberale Politik, die vor allem von umfangreichen Privatisierungen (z. B. der Elektrizitätsgesellschaft EEGSA, der Telefongesellschaft GUATEL, der Fluglinie AVIATECA und der Eisenbahngesellschaft FEGUA), aber auch Infrastrukturverbesserungen gekennzeichnet war.
Da die guatemaltekische Verfassung eine direkte Wiederwahl des Präsidenten nicht zulässt, schied Arzú im Jahr 2000 aus dem Amt. In den Präsidentschaftswahlen im November/Dezember 1999 war der Kandidat der PAN, Óscar Berger, im zweiten Wahlgang dem Kandidaten des FRG Alfonso Portillo unterlegen.

## Weitere politische Laufbahn
Im Anschluss an seine Präsidentschaft war Arzú von 2000 bis 2004 Abgeordneter des Zentralamerikanischen Parlaments PARLACEN. Er schied aus der PAN aus und gründete zusammen mit anderen früheren Parteifreunden die Unionistische Partei (Partido Unionista, PU). Für diese gewann er im November 2003 erneut die Wahlen zum Bürgermeister von Guatemala-Stadt für die Amtsperiode 2004–2008. Im Jahr 2005 wurde er bei dem jährlich abgehaltenen „World Mayors“ Wettbewerb zum drittbesten Bürgermeister der Welt (und besten Bürgermeister Lateinamerikas) gewählt. Bei den Kommunalwahlen in den Jahren 2007, 2011 und 2015 wurde er jeweils im Amt bestätigt.
Arzú starb am 27. April 2018 im Alter von 72 Jahren an einem Herzinfarkt, den er beim Golfspielen erlitt.

## Auszeichnungen
- 1996 Félix-Houphouët-Boigny-Friedenspreis zusammen mit Comandante Rolando Morán (bürgerlicher Name: Ricardo Arnoldo Ramírez de León), Vertreter der Guerillaorganisation URNG (Nationale guatemaltekische revolutionäre Vereinigung)
- 1997 Prinz-von-Asturien-Preis für Internationale Zusammenarbeit
- 1997 Monseñor Leonidas Poraño Preis der Lateinamerikanischen Menschenrechts-Vereinigung

Außerdem verlieh ihm die University of St. Paul die Ehrendoktorwürde.